# Ход-ель-Гарбі
Ход-ель-Гарбі (араб. الحوض الغربي, фр. Hodh El Gharbi) — область на півдні Мавританії.
- Адміністративний центр - місто Аюн-ель-Атрус.
- Площа - 53 400 км², населення - 219 167 осіб (2000 рік).

## Географія
На сході межує з областю Ход-еш-Шаркі, на півночі з областю Тагант, на заході з областю Асаба, на півдні з Малі.

## Адміністративно-територіальний поділ

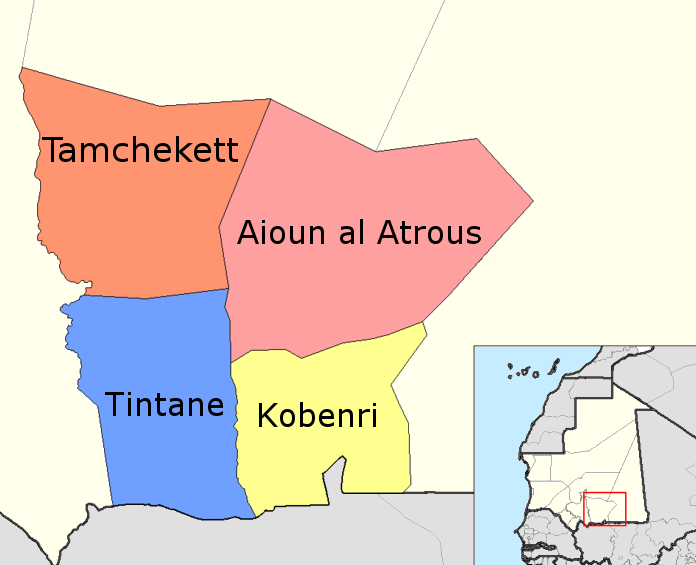
Департаменти області

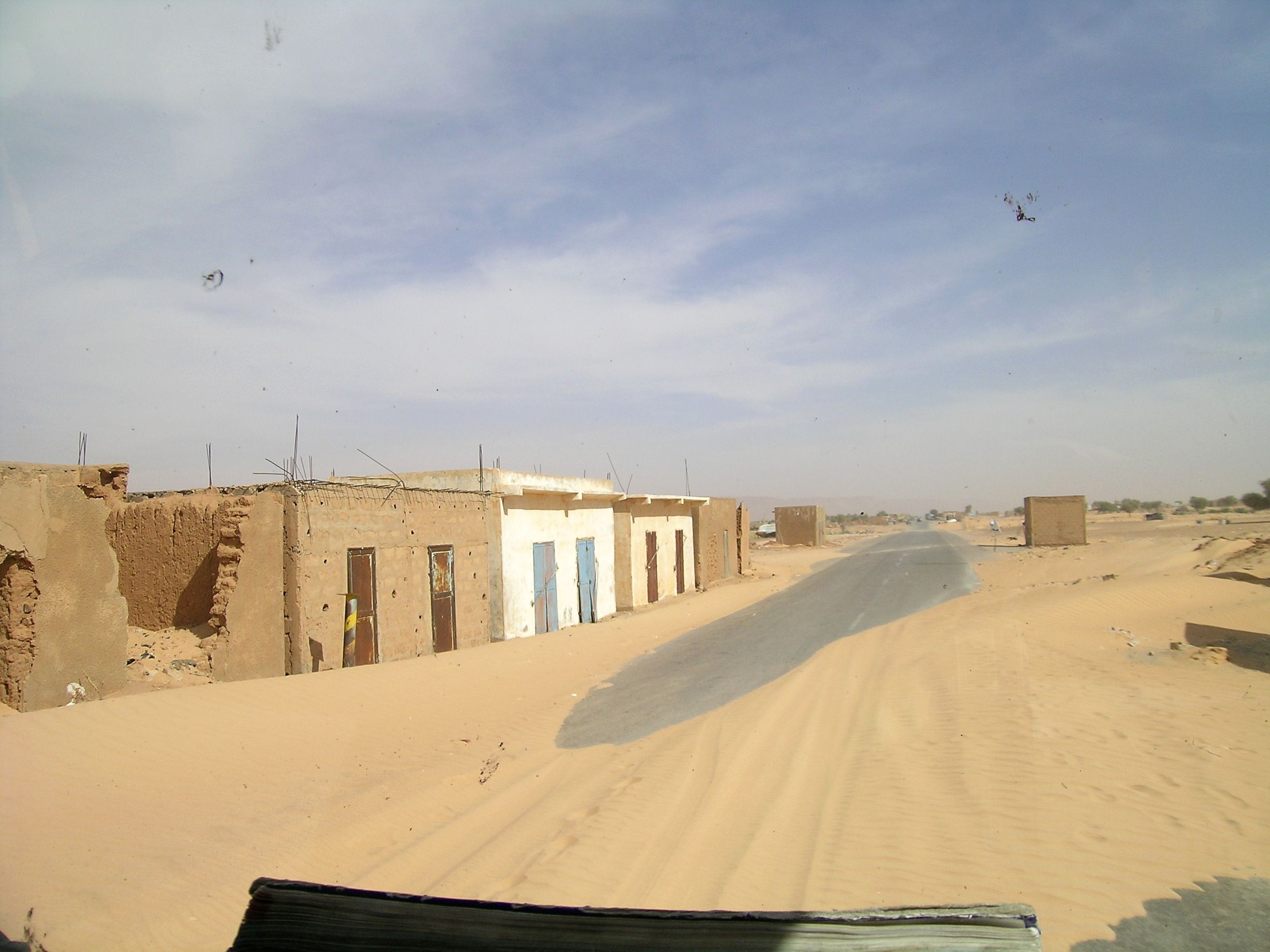
Село в пісках

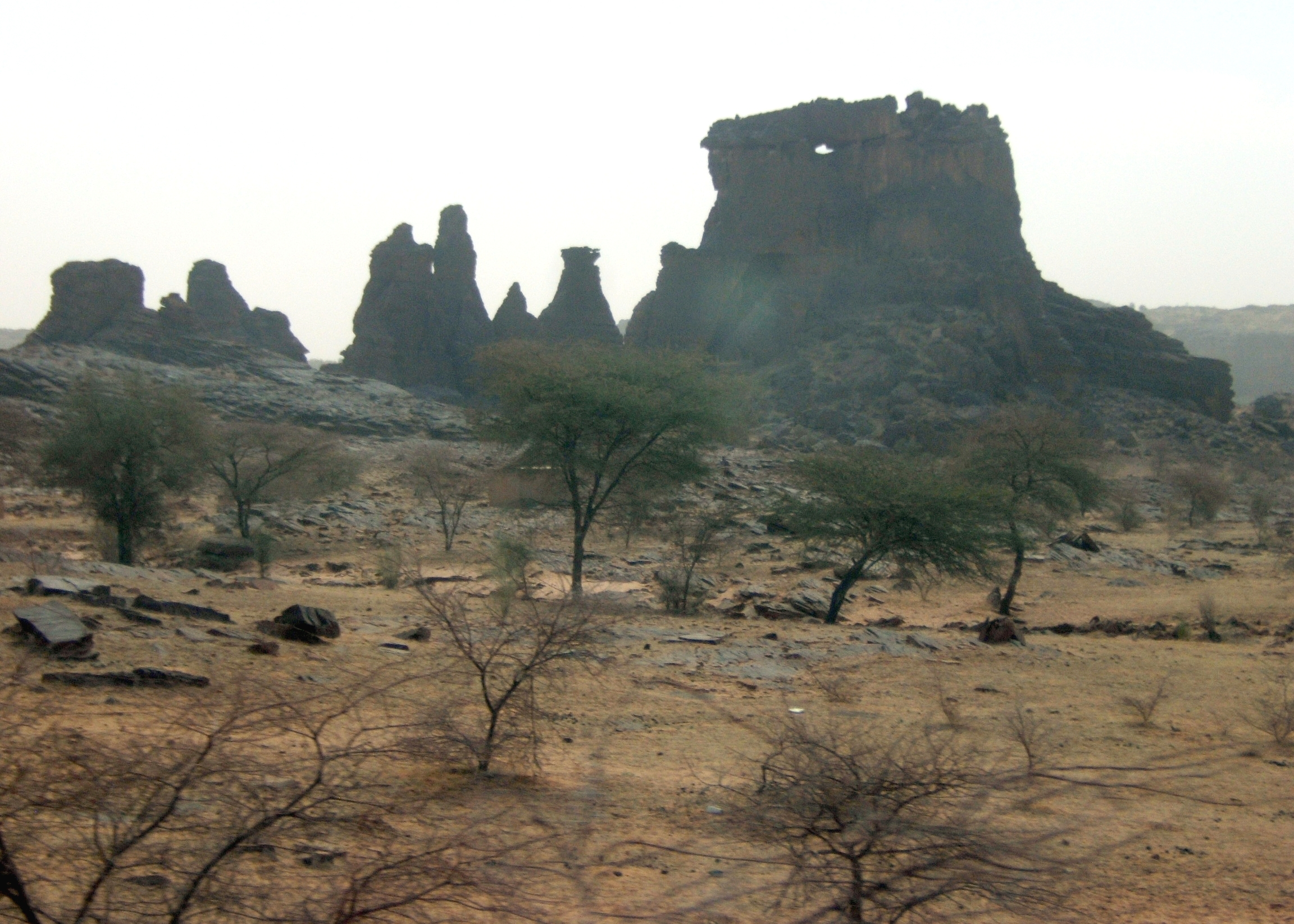
Краєвид на південному кордоні Сахари

Область ділиться на 4 департаменти:
- Аюн-ель-Атрус
- Кобені (Kobenni)
- Тамшекет
- Тінтан (Tintane)